# Græsholm (Strynø Sogn)
 For alternative betydninger, se Græsholm. (Se også artikler, som begynder med Græsholm)
Græsholm også kendt som "Lille Græsholm" er en lille flad holm på 0,8 ha, der er ubeboet. Holmen har blandt andet en strandsø og øen er belagt med store sten. Kystlængden er 0,5 km. Holmen blev tidligere benyttet til høhøst af smeden på Strynø. Skarven har fra 1993 uregelmæssigt ynglet på holmen, som det eneste sted i det Sydfynske Øhav.